# De grote knoeiboel
De grote knoeiboel is het 99ste stripverhaal van Jommeke. De reeks wordt getekend door striptekenaar Jef Nys.

## Verhaal
De experimenten van professor Gobelijn moeten toch eens ooit verkeerd aflopen. Feitelijk was het zijn bedoeling om alle mensen te veranderen in zeer verstandige superwezens. Maar hij maakt er een grote knoeiboel van. Het op zichzelf uitgeprobeerde resultaat is catastrofaal. En hij had nog wel zo veel vloeistof ervan gebrouwen. Wanneer Filiberke dan ook nog eens alle vloeistof weggiet in de riolen, is het hek helemaal van de dam. Een ramp, alle mensen veranderen in vreemde wezens.
Gelukkig wordt er na een tijd de oplossing gevonden in een omslag bij Professor Gobelijn thuis. Het tegenmiddel blijkt ajuin te zijn. Nadat iedereen ajuinen heeft gegeten, is iedereen terug normaal geworden.